# Vachellia drepanolobium
A Vachellia drepanolobium a hüvelyesek (Fabales) rendjébe, ezen belül a pillangósvirágúak (Fabaceae) családjába és a mimózaformák (Mimosoideae) alcsaládjába tartozó faj.

## Előfordulása
A Vachellia drepanolobium előfordulási területe Kelet-Afrika. Ott ahol megtalálható, a domináns fafajjá válik; sokszor nagy, egyfajú erdőket alkot.

## Megjelenése
Ez a fa akár 6 méter magasra is megnő. Az ágain üres, két-két tövissel ellátott gumók nőnek.

## Életmódja
Az úgynevezett vertiszol nevű talajokat kedveli, melyek magas kitáguló agyagásvány tartalmúak.. Az erdőtüzet jól bírja; sőt az szűkséges a szaporodásához. Az erdőben és a szomszédos szavannán sokféle növényevő állat táplálkozik vele, köztük a zsiráf (Giraffa camelopardalis), az afrikai elefánt (Loxodonta africana), az impala (Aepyceros melampus) stb.; emiatt az üres gumóiban többféle hangyafaj is él; köztük: Crematogaster mimosae, Crematogaster sjostedti, Crematogaster nigriceps és Tetraponera penzigi. A növény és a hangyák szimbiózisban élnek; a növény lakhelyet és édes nedveket biztosít az ízeltlábúaknak, míg a hangyák a fa „ragadozóira” támadnak.

## Felhasználása
Az ember a faanyagából tárgyakat farag, faszenet készít vagy éppen tűzifának használja. A nedveiből gumiszerű anyagot és ragasztót nyer ki.

## Képek

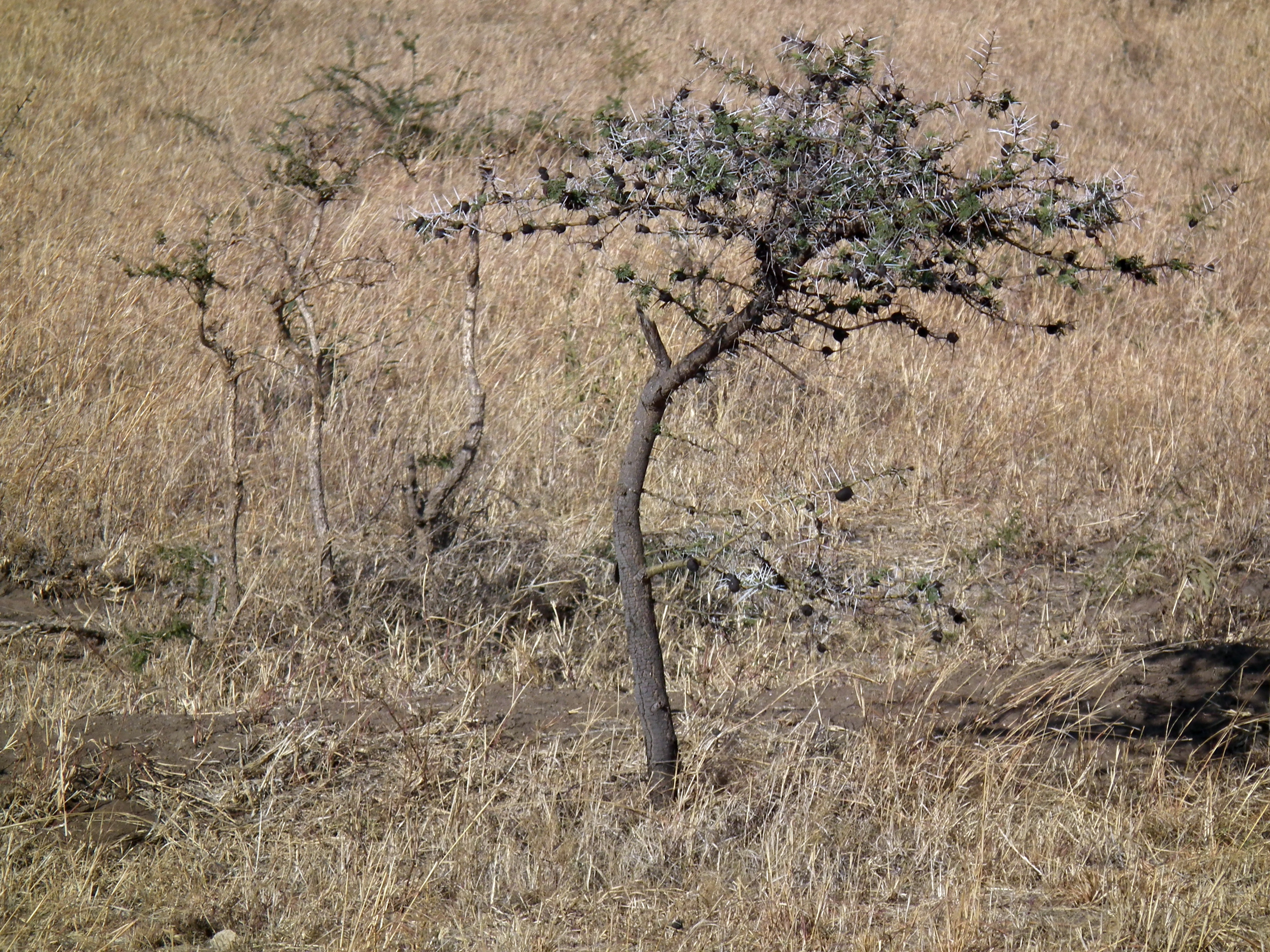
A fa
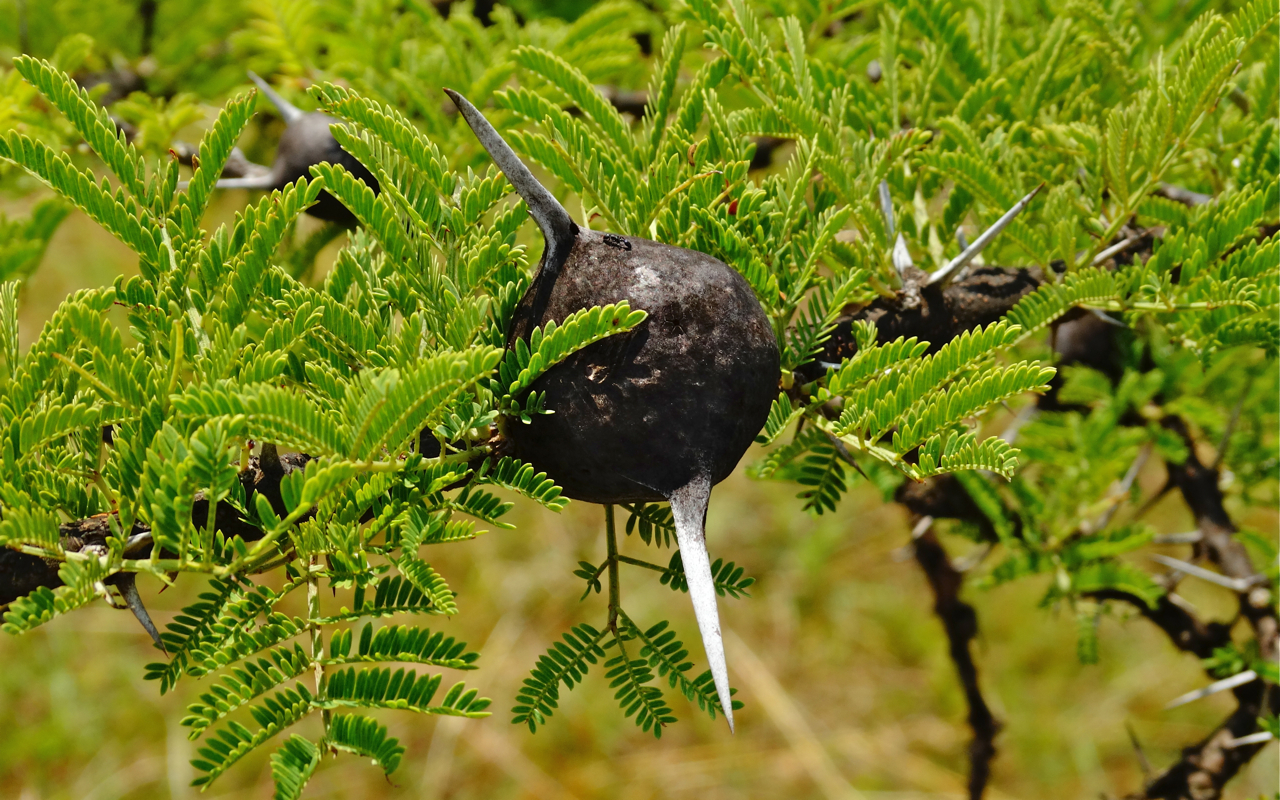
A levelei és gumója
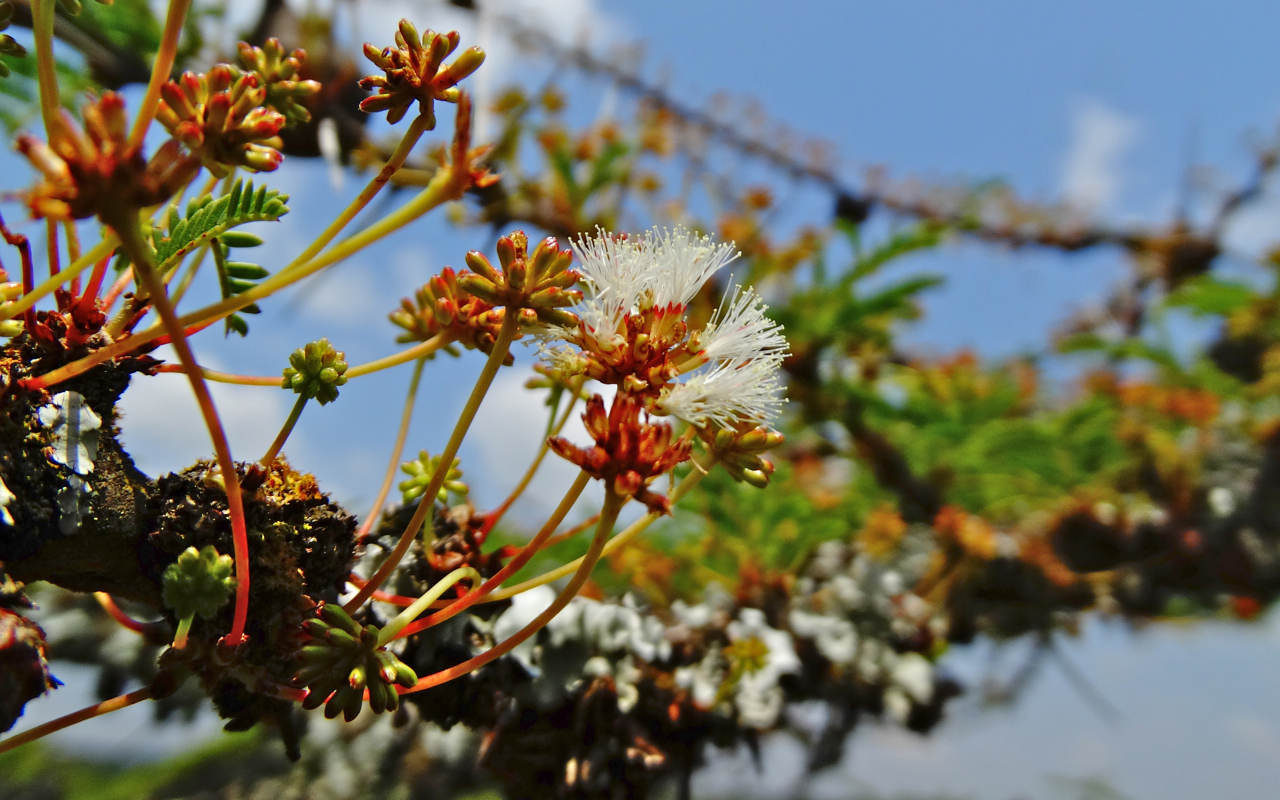
Virágai
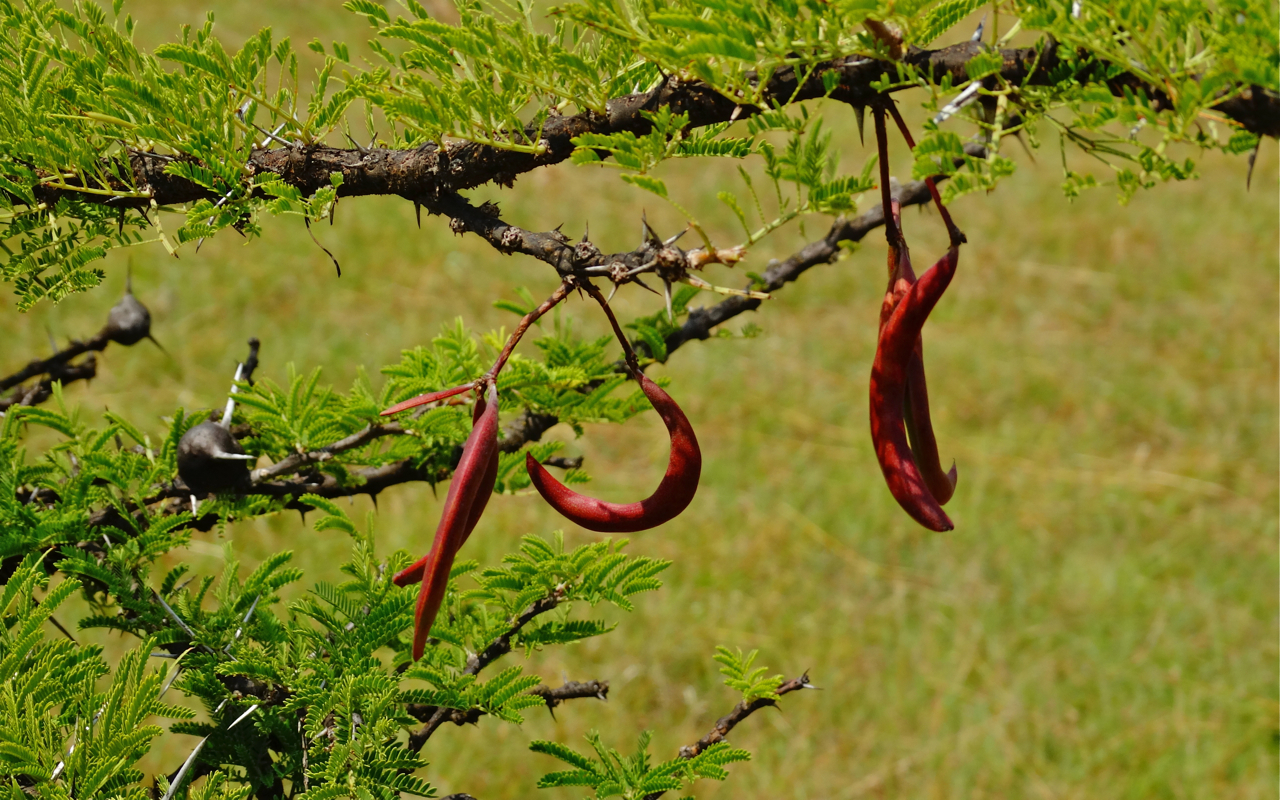
Hüvelytermései

## Fordítás
- Ez a szócikk részben vagy egészben  a   Vachellia drepanolobium című angol Wikipédia-szócikk ezen változatának fordításán alapul.  Az eredeti cikk szerkesztőit annak laptörténete sorolja fel. Ez a jelzés csupán a megfogalmazás eredetét és a szerzői jogokat jelzi, nem szolgál a cikkben szereplő információk forrásmegjelöléseként.